# Igor Nikołowski
Igor Nikołowski (mac. Игор Николовски, ur. 16 lipca 1973) – macedoński piłkarz grający na pozycji obrońcy. W swojej karierze rozegrał 43 mecze w reprezentacji Macedonii i strzelił w niej 2 gole.

## Kariera klubowa
Karierę piłkarską rozpoczął w Wardarze Skopje. W 1993 roku awansował do kadry pierwszej drużyny i w sezonie 1993/1994 zadebiutował w niej w pierwszej lidze macedońskiej. W 1994 i 1995 roku wywalczył z Vardarem dwa tytuły mistrza Macedonii. W 1995 roku zdobył też Puchar Macedonii.
W 1996 roku odszedł z Wardaru i został zawodnikiem belgijskiego klubu Royal Antwerp FC. W klubie z Antwerpii grał przez 2 lata, m.in. z rodakami Igorem Nikołajewskim, Argjendem Beqirim i Draganem Siljanowskim.
W 1998 roku wyjechał do Turcji i został piłkarzem tamtejszego Sakaryasporu. W 1999 roku spadł z nim z pierwszej do drugiej ligi, a następnie odszedł do Trabzonsporu. W Trabzonsporze występował przez 2 lata.
W 2001 roku ponownie trafił do Belgii, tym razem do Lierse SK. Grał w nim do końca swojej kariery, czyli do zakończenia sezonu 2004/2005.
| Sezon   | Klub             | Kraj               | Rozgrywki     | Mecze | Bramki |
| ------- | ---------------- | ------------------ | ------------- | ----- | ------ |
| 1993/94 | Wardar Skopje    | Macedonia Północna | Prwa liga     | ?     | ?      |
| 1994/95 | Wardar Skopje    | Macedonia Północna | Prwa liga     | ?     | ?      |
| 1995/96 | Wardar Skopje    | Macedonia Północna | Prwa liga     | ?     | ?      |
| 1996/97 | Royal Antwerp FC | Belgia             | Eerste klasse | 32    | 3      |
| 1997/98 | Royal Antwerp FC | Belgia             | Eerste klasse | 26    | 2      |
| 1998/99 | Sakaryaspor      | Turcja             | Süper Lig     | 29    | 3      |
| 1999/00 | Trabzonspor      | Turcja             | Süper Lig     | 18    | 0      |
| 2000/01 | Trabzonspor      | Turcja             | Süper Lig     | 20    | 0      |
| 2001/02 | Lierse SK        | Belgia             | Eerste klasse | 18    | 0      |
| 2002/03 | Lierse SK        | Belgia             | Eerste klasse | 1     | 0      |
| 2003/04 | Lierse SK        | Belgia             | Eerste klasse | 14    | 0      |
| 2004/05 | Lierse SK        | Belgia             | Eerste klasse | 26    | 0      |

## Kariera reprezentacyjna
W reprezentacji Macedonii Nikolovski zadebiutował 12 kwietnia 1995 roku w zremisowanym 0:0 towarzyskim meczu z Bułgarią. W barwach Macedonii grał w eliminacjach do Euro 1996, MŚ 1998, Euro 2000 i MŚ 2002. W kadrze Macedonii od 1995 do 2002 roku rozegrał łącznie 43 mecze i strzelił 2 gole.